# Бахар (ТВ серија)
Бахар (тур. O hayat benim) турска је телевизијска серија, снимана од 2014. до 2017.
У Србији је од 2016. до 2018. приказивана на телевизији Пинк.

## Радња
Ово је прича о Бахар, младој и наивној девојци која живи у Истанбулу са мајком Нуран, оцем Илјасом и сестром Ефсун. Због лоше породичне финансијске ситуације, принуђена је да напусти школу и запосли се у посластичарници, како би помогла својој породици. Она је пажљива, оптимистична и вредна девојка, за разлику од своје сестре Ефсун, која је потпуно другачија. И док Бахар чини све да не би ли усрећила своју сестру, Ефсун ради сасвим супротно.
Бахар је у ствари усвојена, она је кћи Мехмета Емира, богатог и успешног бизнисмена, а то је тајна за многе, па и за саму Бахар. Једном давно, њен прави деда није желео да се његова ћерка уда за Мехмет Емира. Раздвојио их је и скривао њену трудноћу. Приликом порођаја Бахарина мајка је преминула, а потом Бахар дају на чување породици која ради у њиховој кући као послуга и они је одгајају. Ова тајна прогањала је Бахариног деду током већине живота и то је за њега био највећи терет. Зато је одлучио да најзад каже истину Мехмет Емиру. Међутим, смрт га спречава у тој намери. Нуран и Илјас одлучују да Бахар не кажу истину и на њено место постављају своју ћерку Ефсун. Спроводе план у дело и представљају Ефсун као праву Мехмет Емирову ћерку.
Бахар, не знајући истину о свом пореклу, наставља скроман живот, док Ефсун почиње нови који јој у суштини не припада.

## Сезоне
| Сезона | Сезона | Број епизода (н) / (и)             | Приказивање у Турској                 | Приказивање у Србији                       |
| ------ | ------ | ---------------------------------- | ------------------------------------- | ------------------------------------------ |
|        | 1      | 18 / 46 (1 — 18) / (1 — 46)        | 16. фебруар 2014 — 29. јун 2014. ()   | 25. јануар 2016 — 17. март 2016. (Пинк)    |
|        | 2      | 42 / 121 (19 — 60) / (47 — 167)    | 7. септембар 2014 — 28. јун 2015. ()  | 17. март 2016 — 23. август 2016. (Пинк)    |
|        | 3      | 40 / 123 (61 — 100) / (168 — 290)  | 20. септембар 2015 — 26. јун 2016. () | 23. август 2016 — 28. фебруар 2017. (Пинк) |
|        | 4      | 31 / 111 (101 — 131) / (291 — 401) | 18. септембар 2016 — 2. мај 2017. ()  | 28. фебруар 2017 — 10. јануар 2018. (Пинк) |

## Улоге
| Глумац                   | Улога                              | Епизода       |
| ------------------------ | ---------------------------------- | ------------- |
| Езги Асароглу            | Бахар Бахо Атахан Герман (Плавуша) | 1-131         |
| Џерен Морај              | Ефсун Ефсош Демирџи Атахан         | 1-131         |
| Керемџем                 | Атеш Герман                        | 1-131         |
| Озан Гулер               | Арда Ардиш Атахан (Пипет)          | 1-131         |
| Ајшеназ Атакол           | Нуран Нурош Герман                 | 101-131       |
| Синан Албајрак           | Мехмет Емир Атахан                 | 1-131         |
| Оја Башар                | Султан Ердемли (Гранд тетка)       | 51-131        |
| Аху Сунгур               | Хулија Атахан / Камилица           | 1-131         |
| Џем Озер                 | Кенан Ерксан (Цвикераш/Декстер)    | 76-131        |
| Бахар Шахин              | Муге Атахан Сајдам                 | 1-131         |
| Несиме Алиш              | Адиле (Аделе)                      | 1-131         |
| Горкем Гонулшен          | Бејза                              | 1-131         |
| Зерин Сумер              | Ганимет Гано Кочак Карасу          | 60-131        |
| Ајча Дамгаџи             | Музафер Кочак                      | 60-97         |
| Селен Горгузел Алкан     | Џеврије Кочак                      | 60-100        |
| Еџем Балтаџи             | Ханифе Ханифај Кочак               | 60-100        |
| Ајбуке Пусат Берил Кајар | Зејнеп Ердемли                     | 60-131        |
| Ердал Џиндорук           | Салих Сарикаја                     | 40-131        |
| Серкан Шеналп            | Џемал Сајдам                       | 61-131        |
| Кебире Токур             | Хајрије Хајрош Сајдам              | 61-131        |
| Ајчин Инџи               | Зухал Карасу                       | 100-131       |
| Џахит Гок                | Волкан Карасу (Воки-токи)          | 101-131       |
| Гокхан Мете              | Пертев Карасу                      | 108-131       |
| Јусуф Акгун              | Оркун Бајтан                       | 124-131       |
| Инџилај Шахин            | Хамијет Бајтан                     | 125-131       |
| Ајуми Такано             | Теја                               | 101-120       |
| Картал Балабан           | Мурат                              | 114-120       |
| Хира Којунџуоглу         | Нехир Ерксан                       | 101-107       |
| Селен Сејвен             | Рејхан Кајгисиз                    | 109-123       |
| Дениз Џелилоглу          | Омер Азиз                          | 96-110        |
| Макбуле Мејзиноглу       | Фиген                              | 100-131       |
| Џејда Атеш               | Џемре Атахан                       | 87-109        |
| Мухамед Куртулуш Ајилдиз | Топрак                             | 87-100        |
| Хулија Шен               | Мерјем                             | 87-100        |
| Мухарем Џангорен         | Афан Афош Муталиб                  | 91-96         |
| Рана Џабар               | Маџит                              | 97-99         |
| Џем Килич                | Исмаил Исо Демиркан (Робокап)      | 30-96         |
| Јешим Џерен Бозоглу      | Нуран Ердемли Демирџи              | 1-50          |
| Лариса Гаџемер           | Арзу Герман                        | 60-100        |
| Егемен Самсон            | Дорук Герман                       | 60-79         |
| Ахмет Јенилмез           | Тајфун Герман                      | 96-100        |
| Сулејман Атанисев        | Илијас Демирџи                     | 1-100         |
| Тургај Ајдин             | Асим Гулсој                        | 1-31; 124-131 |
| Нуршим Демир             | Едибе Атахан                       | 1-46          |
| Гузиде Арслан            | Сечил Сечо Чевик                   | 1-31; 101-124 |
| Биргул Улусој            | Сакине Сако Чевик                  | 1-60          |
| Ерол Аксој               | Јусуф Еркиран                      | 1             |
| Дидем Инселел            | Фулија Атахан                      | 1-95          |
| Шан Бингол               | Алп Топрак                         | 1-18          |
| Сезги Менги              | Онур                               | 19-52         |
| Гулсен Тунџер            | Семра                              | 1-20          |
| Бушра Чубукчуоглу        | Хатиџе                             | 1-16          |
| Неслихан Аџар            | Суреја                             | 60-100        |
| Иџлал Ајдин              | Хасрет Еркиран                     | 19-85         |
| Ерџумент Фидан           | Ејуп Сака                          | 75-90         |
| Мерич Озкаја             | Јилдирај Јилдо Генџер              | 75-114        |
| Огузхан Баран            | Фетхи Гурсој                       | 100-114       |
| Суат Короглу             | Бурхан                             | 107-109       |
| Бариш Буктел             | Џенгиз                             | 30-100        |
| Озгун Чобан              | Торос Гунеј                        | 121-131       |
| Зејнеп Еронат            | Муџела Демирџи                     | 31-64         |
| Корхан Окај              | Осман Еркиран                      | 3-13          |
| Езел Салик               | Гулесер Еркиран                    | 15-60         |
| Ирфан Чинар Вар          | Берат Еркиран                      | 15-60         |
| Булент Билгич            | Кенан                              | 15-17         |
| Зафер Алтун              | Хасан                              | 13-17         |
| Умут Јигит Ванли         | Берк                               | 31-60         |
| Мурат Сојдан             | Недим                              | 21-103        |
| Нихал Мензил             | Рефика                             | 19-85         |
| Ајла Алган               | Ајтен                              | 23-28         |
| Ајхан Јикџеч             | Ајхан Картепе                      | 66-67         |
| Рејхан Илхан             | Рејхан Картепе                     | 68-73; 120    |
| Халил Кумова             | Искендер Картепе                   | 119-120       |
| Веди Изи                 | Неџати Куршуноглу                  | 19-30         |
| Џанер Јилмаз             | Ферди                              | 40-96         |
| Волкан Алкан             | Хајретин                           | 41-60         |
| Горкем Туркеш            | Вурал                              | 96-98         |
| Али Савашчи              | Бехчет Аракон                      | 109-126       |
| Егемен Ертурк            | Аге Ардишчи                        | 109-126       |
| Хамди Алкан              | Хамо                               | 56; 86        |